# Rudolf Schindler (Musiker)
Rudolf Schindler (* 18. März 1923 in Regensburg; † 14. Februar 2010 ebenda) war ein deutscher Chorleiter und Musikpädagoge.

## Leben
Schindler studierte von 1947 bis 1949 Musikwissenschaft in Regensburg und danach bis 1953 Schulmusik an der Münchner Musikhochschule.
Im Anschluss lehrte er am Deutschen Gymnasium in Straubing. 1957 wurde er an das Institut für Lehrerbildung in Regensburg berufen, das sich von 1958 bis zur Eingliederung in die Universität Regensburg 1972 Pädagogische Hochschule Regensburg nannte. Dort gründete er 1957 den Hochschulchor, der mit der Eingliederung in die Regensburger Universität zum Universitätschor Regensburg wurde. Schindler leitete den Hochschulchor bis 1983. Ebenfalls gründete und leitete er ab 1957 den Regensburger Chorkreis und 1974 das zugehörige Instrumentalensemble.
1983 übernahm der Kirchenmusikdirektor und Chorpädagoge Christian Kroll die Leitung des Universitätschors.

## Auszeichnungen
- 1966: Kulturförderpreis der Stadt Regensburg
- 1977: Albertus-Magnus-Medaille, Stadt Regensburg
- 1982: Kulturpreis der Stadt Regensburg
- 1998: Bundesverdienstkreuz am Bande